# Municipio de Jungapeo
El municipio de Jungapeo es uno de los 113 municipios en que se encuentra dividido el estado mexicano de Michoacán de Ocampo. Su cabecera municipal es la ciudad de Jungapeo de Juárez. Forma parte de la región socioeconómica 4. Oriente.

## Toponimia
El nombre Jungapeo proviene del purépecha y se traduce como ‘lugar amarillo’.

## Geografía
Jungapeo se encuentra en el este del estado de Michoacán y abarca una superficie aproximada de 266 km². Limita al este con el municipio de Zitácuaro, al noroeste con el municipio de Hidalgo, al norte con el municipio de Tuxpan, al sur con el municipio de Juárez y al suroeste con el municipio de Tuzantla.
La ciudad de Jungapeo de Juárez, cabecera del municipio, se encuentra aproximadamente en la ubicación 19°29′32″N 100°29′35″O / 19.49222, -100.49306, a una altitud de 1463 m s. n. m.
Según la clasificación climática de Köppen el clima de Jungapeo corresponde a la categoría Cwb (templado subhúmedo de montaña con invierno seco y verano suave).

## Demografía
La población total del municipio de Jungapeo es de 19 834 habitantes, lo que representa un decrecimiento promedio de -0.08 % anual en el período 2010-2020 sobre la base de los 19 986 habitantes registrados en el censo anterior. Al año 2020 la densidad del municipio era de 74,71 hab/km².
| Gráfica de evolución demográfica de Municipio de Jungapeo entre 2000 y 2020 |
|                                                                             |
| Fuente: Instituto Nacional de Estadística Geografía e Informática           |

En el año 2010 estaba clasificado como un municipio de grado medio de vulnerabilidad social, con el 28.35 % de su población en estado de pobreza extrema.
La población del municipio está mayoritariamente alfabetizada (13.58 % de personas mayores de 15 años analfabetas al año 2010) con un grado de escolarización en torno de los 6 años. Solo el 0.27 % de la población se reconoce como indígena.

### Localidades
En el censo de 2020 el municipio de Jungapeo contaba con 69 localidades.
| Código INEGI      | Localidad          | Población (2020) |
| ----------------- | ------------------ | ---------------- |
| 160470001         | Jungapeo de Juárez | 5 011            |
| 160470031         | Lázaro Cárdenas    | 2 146            |
| 160470012         | Cerrito del Muerto | 1 073            |
| 160470029         | Huanguitío         | 1 059            |
| 160470027         | La Garita          | 1 010            |
| Otras localidades | Otras localidades  | 9 535            |
| Total municipal   | Total municipal    | 19 834           |

## Educación y salud
En 2010, el municipio contaba con escuelas preescolares, primarias, secundarias y una escuela de formación media (bachillerato). Contaba con 12 unidades médicas, en las que trabajaban 19 personas en total como personal médico.

## Economía
Las principales actividades económicas de las localidades más pobladas son la agricultura y la fruticultura. Según el número de unidades activas, los sectores más dinámicos son el comercio minorista, la elaboración de productos manufacturados y en menor medida los servicios vinculados al alojamiento temporal y la elaboración de alimentos y bebidas.